# Beauvais-sur-Matha
Beauvais-sur-Matha ist eine französische Gemeinde mit 654 Einwohnern (Stand: 1. Januar 2022) im Département Charente-Maritime in der Region Nouvelle-Aquitaine (vor 2016: Poitou-Charentes); sie gehört zum Arrondissement Saint-Jean-d’Angély und zum Kanton Matha. Die Einwohner werden Beauvaisiens und Beauvaisiennes genannt.

## Geographie
Beauvais-sur-Matha liegt etwa 75 Kilometer ostsüdöstlich von La Rochelle in der Saintonge. Umgeben wird Beauvais-sur-Matha von den Nachbargemeinden Bazauges im Norden, Ranville-Breuillaud im Nordosten, Bresdon im Osten und Südosten, Saint-Ouen-la-Thène im Südosten, Siecq im Süden, Massac im Südwesten, Gourvillette im Westen und Südwesten sowie Cressé im Westen und Nordwesten.

## Bevölkerungsentwicklung
| Jahr                       | 1962 | 1968 | 1975 | 1982 | 1990 | 1999 | 2006 | 2017 | 2019 |
| Einwohner                  | 702  | 667  | 715  | 691  | 645  | 619  | 712  | 635  | 650  |
| Quellen: Cassini und INSEE |      |      |      |      |      |      |      |      |      |

## Sehenswürdigkeiten

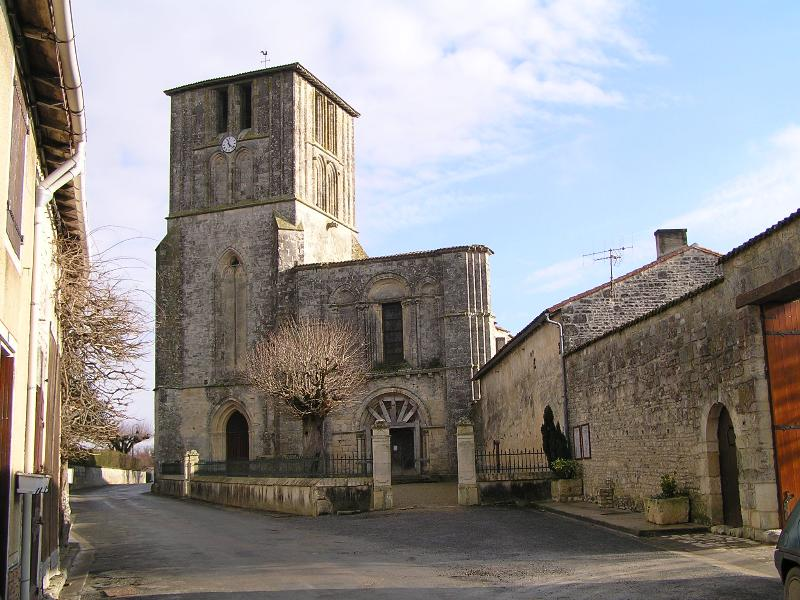
Kirche Notre-Dame de l’Assomption

- Kirche Notre-Dame de l’Assomption und ehemalige Kapelle der Kommende aus dem 12. Jahrhundert, Westfassade und Kirchturm seit 1910 als Monument historique klassifiziert, weitere Komponenten seit 2016 als Monument historique eingeschrieben
- Kommende des Tempelritterordens
- Rathaus, seit 2009 als Monument historique eingeschrieben

Siehe auch: Liste der Monuments historiques in Beauvais-sur-Matha